# Christopher Giuliani
Christopher Giuliani (* 7. Mai 1999 in Graz) ist ein österreichischer Fußballtorwart.

## Karriere

### Verein
Giuliani begann seine Karriere beim Grazer AK. Zur Saison 2012/13 wechselte er zum SV Gössendorf. Zur Saison 2013/14 kam er in die Akademie des FC Admira Wacker Mödling. Zur Saison 2014/15 wechselte er in die Akademie des SK Sturm Graz. Im Mai 2015 debütierte er gegen den USV Allerheiligen für die Amateure der Grazer in der Regionalliga. Bei seinem Debüt wurde er allerdings in der 55. Minute mit einer Roten Karte vom Platz gestellt. Dies blieb sein einziger Saisoneinsatz für die Amateure.
In der Saison 2015/16 kam er zu sechs, 2016/17 zu sieben Regionalligaeinsätzen. Im Mai 2018 stand er gegen den SCR Altach erstmals im Kader der Profis. In der Saison 2017/18 kam er zu insgesamt sieben Einsätzen in der dritthöchsten Spielklasse. Zur Saison 2018/19 rückte er fest in den Profikader der Steirer. In der Saison 2018/19 kam er allerdings zu keinem Einsatz für die Profis, für die Amateure absolvierte er hingegen 24 Regionalligaspiele. In der Saison 2019/20 stand er nicht ein Mal im Spieltagskader der Bundesligamannschaft, für die Amateure kam er bis zum Saisonabbruch zu 17 Einsätzen.
Zur Saison 2020/21 wurde er auf Kooperationsbasis an den Zweitligisten Kapfenberger SV verliehen. Sein Debüt in der 2. Liga gab er im September 2020, als er am ersten Spieltag jener Saison gegen den FC Wacker Innsbruck in der Startelf stand. In der Saison 2020/21 kam er als zweiter Tormann hinter Franz Stolz zu zehn Zweitligaeinsätzen für die KSV. Nach dem Abgang von Stolz wurde das Engagement von Giuliani bei den Kapfenbergern im Juni 2021 um eine Spielzeit verlängert. In der Saison 2021/22 war er gesetzt und absolvierte 22 Partien für Kapfenberg.
Zur Saison 2022/23 kehrte Giuliani nach Graz zurück. Dort spielte er aber erneut nur für die inzwischen zweitklassige Reserve. Im Jänner 2023 wechselte er fest nach Kapfenberg. Für Kapfenberg kam er bis Saisonende in allen 14 Partien zum Einsatz. Zur Saison 2023/24 wechselte er zum Ligakonkurrenten First Vienna FC, bei dem er einen bis Juni 2025 laufenden Vertrag erhielt.

### Nationalmannschaft
Giuliani debütierte im Oktober 2015 gegen Serbien für die österreichische U-17-Auswahl. Von Oktober 2016 bis April 2017 absolvierte er fünf Spiele für die U-18-Mannschaft. Im September 2017 kam er gegen Dänemark erstmals im U-19-Team zum Einsatz, für das er bis März 2018 zu acht Einsätzen kam.
Im Juni 2019 absolvierte er gegen die Schweiz sein einziges Spiel für die U-20-Mannschaft. Im November 2019 debütierte er gegen Ungarn für die U-21-Auswahl.